# Ronde van Frankrijk 2011/Achtste etappe

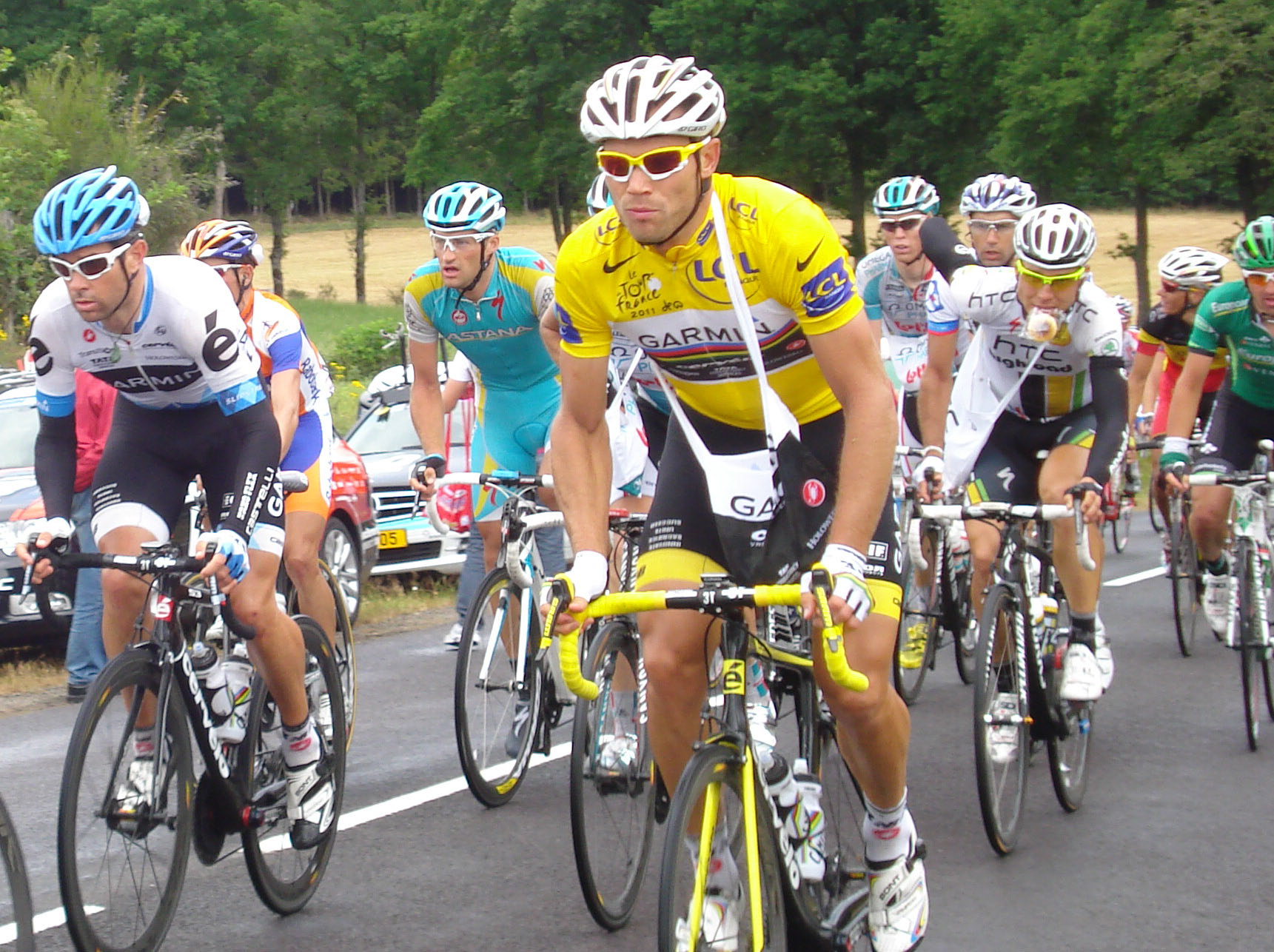
Thor Hushovd in het geel tijdens de achtste etappe.

De achtste etappe van de Ronde van Frankrijk 2011 werd verreden op 9 juli 2011 over een afstand van 189 kilometer tussen Aigurande en Super Besse.

## Verloop
Met Johnny Hoogerland in de bergtrui en Robert Gesink in de witte trui begon
het peloton om 12.25 uur aan de eerste serieuze bergrit in de Tour de France.
De renners kregen in de 189 km lange achtste etappe vier cols voorgeschoteld met een aankomst bergop,op Super-Besse.
Addy Engels zat mee toen er kort na de start een kopgroep van negen renners ontstond. De Quick-Steprenner vergaarde samen met Riblon,Zingle,Gautier,Zandio, Kolobnev,Rui Costa,Van Garderen en El Fares een marge die maximaal 6.10 bedroeg.
Vooral door de inspanningen van BMC van Cadel Evans, die naar de bolletjestrui en het geel lonkte, liep de voorsprong langzaam maar zeker terug.
Toen op 50 km van de meet ook Astana (Vinokoerov) zich aan kop van de meute meldde, verdween de voorsprong van het negental op kop als sneeuw voor de zon.
Vinokoerov stuurde op 40 km van de meet Tiralongo vooruit, gaf daarna zelf gas en raapte op weg naar de top van de derde klim, op 25 km van de meet, al een paar vroege vluchters op. De Amerikaan Tejay van Garderen rondde de top van de derde col als eerste en verdrong aldus Hoogerland in het bergklassement.
Hoogerland was nog wel op de pedalen gaan staan op de Col da la Croix Saint Robert, maar punten leverde dat niet op. Voorin bleven na de top Van Garderen, Costa, Riblon en Gautier over.
De vier op kop vielen elkaar al ruim voor de slotklim beurtelings aan. Costa pareerde een paar aanvallen, wachtte ook een enkele keer geduldig af en spoot daarna weg in de laatste kilometers.
De aanval van Costa was toereikend om zijn vluchtmakkers voor te blijven, maar het grootste gevaar moest nog komen. In de slotfase kwam Vinokoerov namelijk almaar dichterbij en met nog twee km te gaan was hij tot op 0.20 genaderd.
De Kazach redde het niet. Op het laatste steile stuk naar Super-Besse versnelden vanuit de eerste groep onder anderen Alberto Contador, Philippe Gilbert en Cadel Evans. De Belg Gilbert had het meeste succes en snelde naar de tweede plaats op dertien seconden achter de winnaar Rui Costa. Gilbert greep weliswaar naast de dagzege, maar kwam wel weer in het bezit kwam van de puntentrui. Evans werd derde, maar het geel bleef om de schouders van Thor Hushovd, die tegen de verwachting in voorin eindigde.
Robert Gesink had de hele dag moeite om het tempo bij te benen. De Rabobanktroef raakte op het derde colletje achterop, maar werd door zijn ploegmaten keurig weer voorin afgeleverd. Op de slotklim moest hij echter opnieuw afhaken. Hij verloor daarbij ruim een minuut op de andere klassementsrenners.
| Tussensprint Auzances na 83 km |                    |        |
| Plaats                         | Naam               | Punten |
| Winnaar                        | Christophe Riblon  | 20     |
| 2                              | Rui Costa          | 17     |
| 3                              | Aleksandr Kolobnev | 15     |

| Beklimming Côte d'Évaux-les-Bains na 65,5 km | Beklimming Côte d'Évaux-les-Bains na 65,5 km | Beklimming Côte d'Évaux-les-Bains na 65,5 km | 4e cat. 1,7 km à 6,2 % | 4e cat. 1,7 km à 6,2 % |
| Plaats                                       | Naam                                         | Naam                                         | Punten                 |                        |
| Winnaar                                      | Julien El Fares                              | Julien El Fares                              | 1                      |                        |

| Beklimming Côte du Rocher des Trois Tourtes na 119,5 km | Beklimming Côte du Rocher des Trois Tourtes na 119,5 km | Beklimming Côte du Rocher des Trois Tourtes na 119,5 km | 4e cat. 1,3 km à 4,6 % | 4e cat. 1,3 km à 4,6 % |
| Plaats                                                  | Naam                                                    | Naam                                                    | Punten                 |                        |
| Winnaar                                                 | Aleksandr Kolobnev                                      | Aleksandr Kolobnev                                      | 1                      |                        |

| Beklimming Col de la Croix Saint-Robert na 164 km | Beklimming Col de la Croix Saint-Robert na 164 km | Beklimming Col de la Croix Saint-Robert na 164 km | 2e cat. 6,2 km à 6,2 % | 2e cat. 6,2 km à 6,2 % |
| Plaats                                            | Naam                                              | Naam                                              | Punten                 |                        |
| Winnaar                                           | Tejay van Garderen                                | Tejay van Garderen                                | 5                      |                        |
| 2                                                 | Rui Costa                                         | Rui Costa                                         | 3                      |                        |
| 3                                                 | Christophe Riblon                                 | Christophe Riblon                                 | 2                      |                        |
| 4                                                 | Cyril Gautier                                     | Cyril Gautier                                     | 1                      |                        |

| Beklimming Super Besse Sancy na 189 km | Beklimming Super Besse Sancy na 189 km | Beklimming Super Besse Sancy na 189 km | 3e cat. 1,5 km à 7,6 % | 3e cat. 1,5 km à 7,6 % |
| Plaats                                 | Naam                                   | Naam                                   | Punten                 |                        |
| Winnaar                                | Rui Costa                              | Rui Costa                              | 2                      |                        |
| 2                                      | Philippe Gilbert                       | Philippe Gilbert                       | 1                      |                        |

## Uitslagen
| Rituitslag |                  |                    |           |
| Plaats     | Naam             | Ploeg              | Tijd      |
| Winnaar    | Rui Costa        | Team Movistar      | 4u36'46"  |
| 2          | Philippe Gilbert | Omega Pharma-Lotto | op 00'12" |
| 3          | Cadel Evans      | BMC Racing Team    | op 00'15" |
| 4          | Samuel Sánchez   | Euskaltel-Euskadi  | z.t.      |
| 5          | Peter Velits     | Team HTC-High Road | z.t.      |
| 6          | Dries Devenyns   | Quick Step         | z.t.      |
| 7          | Damiano Cunego   | Lampre-ISD         | z.t.      |
| 8          | Alberto Contador | Saxo Bank-Sungard  | z.t.      |
| 9          | Andy Schleck     | Team Leopard-Trek  | z.t.      |
| 10         | Fränk Schleck    | Team Leopard-Trek  | z.t.      |
|            |                  |                    |           |
| 38         | Rob Ruijgh       | Vacansoleil-DCM    | op 00'33" |

| Strijdlustigste renner |                    |                    |
|                        | Naam               | Ploeg              |
|                        | Tejay van Garderen | Team HTC-High Road |

## Klassementen
| Algemeen Klassement |                  |                     |           |
| Plaats              | Naam             | Ploeg               | Tijd      |
| Gele trui           | Thor Hushovd     | Team Garmin-Cervélo | 33u06'28" |
| 2                   | Cadel Evans      | BMC Racing Team     | op 00'01" |
| 3                   | Fränk Schleck    | Team Leopard-Trek   | op 00'04" |
| 4                   | Andreas Klöden   | Team RadioShack     | op 00'10" |
| 5                   | Jakob Fuglsang   | Team Leopard-Trek   | op 00'12" |
| 6                   | Andy Schleck     | Team Leopard-Trek   | z.t.      |
| 7                   | Tony Martin      | Team HTC-High Road  | op 00'13" |
| 8                   | Peter Velits     | Team HTC-High Road  | z.t.      |
| 9                   | David Millar     | Team Garmin-Cervélo | op 00'19" |
| 10                  | Philippe Gilbert | Omega Pharma-Lotto  | op 00'30" |
|                     |                  |                     |           |
| 17                  | Robert Gesink    | Rabobank            | op 01'28" |

| Ploegenklassement |                     |           |
| Plaats            | Ploeg               | Tijd      |
|                   | Team Garmin-Cervélo | 98u30'04" |
| 2                 | Team Leopard-Trek   | op 00'04" |
| 3                 | Team RadioShack     | op 00'35" |
| 4                 | Team HTC-High Road  | op 02'10" |
| 5                 | Team Katjoesja      | op 02'56" |
| 6                 | Team Europcar       | op 03'00" |
| 7                 | AG2R-La Mondiale    | op 03'47" |
| 8                 | Quick Step          | op 03'49" |
| 9                 | Omega Pharma-Lotto  | op 04'24" |
| 10                | Vacansoleil-DCM     | op 04'35" |

## Nevenklassementen
| Puntenklassement |                    |                    |        |
| Plaats           | Naam               | Ploeg              | Punten |
| Groene trui      | Philippe Gilbert   | Omega Pharma-Lotto | 187    |
| 2                | José Joaquín Rojas | Team Movistar      | 172    |
| 3                | Mark Cavendish     | Team HTC-High Road | 153    |
|                  |                    |                    |        |
| 29               | Lieuwe Westra      | Vacansoleil-DCM    | 32     |

| Bergklassement |                    |                    |        |
| Plaats         | Naam               | Ploeg              | Punten |
| Bolletjestrui  | Tejay van Garderen | Team HTC-High Road | 5      |
| 2              | Rui Costa          | Team Movistar      | 5      |
| 3              | Johnny Hoogerland  | Vacansoleil-DCM    | 4      |
|                |                    |                    |        |
| 6              | Philippe Gilbert   | Omega Pharma-Lotto | 2      |

| Jongerenklassement |                   |                             |           |
| Plaats             | Naam              | Ploeg                       | Tijd      |
| Witte trui         | Robert Gesink     | Rabobank                    | 33'07'56" |
| 2                  | Rein Taaramäe     | Cofidis, le crédit en ligne | op 00'59" |
| 3                  | Arnold Jeannesson | Française des Jeux          | op 01'20" |
|                    |                   |                             |           |
| 28                 | Thomas De Gendt   | Vacansoleil-DCM             | op 26'20" |

## Opgaven
- Chris Horner (Team RadioShack) niet gestart, na hersenschudding en gebroken neus als gevolg van een valpartij tijdens de zevende etappe.
- Beñat Intxausti (Team Movistar) opgave als gevolg van breuk van het spaakbeen bij val tijdens de zevende etappe.[1]

1e etappe ·
2e etappe ·
3e etappe ·
4e etappe ·
5e etappe ·
6e etappe ·
7e etappe ·
8e etappe ·
9e etappe ·
10e etappe ·
11e etappe ·
12e etappe ·
13e etappe ·
14e etappe ·
15e etappe ·
16e etappe ·
17e etappe ·
18e etappe ·
19e etappe ·
20e etappe ·
21e etappe
Startlijst · Eindstanden · Afbeeldingen